# Litauisches Recht

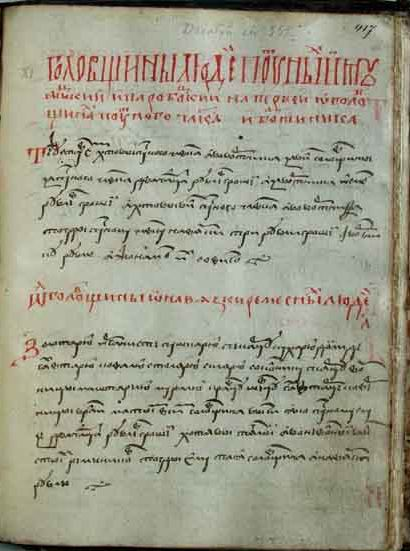
Litauisches Statut I, 1529

Unter Litauischem Recht versteht man das in dem ehemaligen Großfürstentum Litauen geltende Recht, welches sich auf dem privatrechtlichen Gebiet in den litauischen, weiß- und kleinrussischen Gouvernements bis 1842 hielt, um dann durch das russische Privatrecht ersetzt zu werden.
Das Litauische Recht beruhte im Wesentlichen auf den Verordnungen der ehemaligen Großfürsten von Litauen, doch war auch die Verleihung des Magdeburger und des Kulmer Stadtrechts an einzelne Städte auf die Ausbildung des litauischen Rechts von bestimmendem Einfluss.
Wichtige Schritte bei der Kodifizierung des Litauischen Rechts waren:
- das Kasimir-Statut: das erste allgemeine Gesetzbuch war von dem Großfürsten Kasimir IV. 1468 erlassen worden.
- die Statute Litauens: Rechtskodifikation des litauisch-polnischen Staates im 16. Jahrhundert, für dessen Gestaltung und Ausbildung auch Polnisches Recht und das eindringende römische Recht mitbestimmend waren. Das 16. Jahrhundert war eine kulturelle Blütezeit in Litauen. 1529, 1566 und 1588 wurden 3 Statute Litauens ausgearbeitet. Sie zeugen von einer reifen Rechtskultur. Das letzte Statut von 1588 galt auf dem Gebiet des ehemaligen Großfürstentums Litauen sogar im 19. Jahrhundert, obwohl der Staat schon längst von der europäischen Landkarte verschwunden war
- die Verfassung vom 3. Mai 1791 Polen-Litauens: sie gilt als die älteste geschriebene Verfassung Europas

## Neuere Rechtsentwicklung
Während der Unabhängigkeit Litauens von 1918 bis 1941 galten weiterhin wesentliche russische Gesetzbücher aus zaristischer Zeit: Zivilprozessordnung, Zivilgesetzbuch, Strafgesetzbuch, Strafprozessordnung – litauische Übersetzungen hatten nur informativen Charakter.
Ab der Übernahme des sowjetischen Systems und der Eingliederung Litauens in die UdSSR als Sozialistische Sowjetrepublik wurden kommunistische Gesetzesbücher eingeführt.
Nach der Unabhängigkeit 1990 blieben die sowjetischen Gesetzbücher, wenn auch stark modifiziert, für über eine Dekade gültig. Allerdings kam es bereits am 25. Oktober zur Annahme der litauischen Verfassung.
Das Litauische Zivilgesetzbuch (lit. Lietuvos Respublikos civilinis kodeksas, Abkürzung LR CK) wurde am 1. Juli 2001 eingeführt, es umfasst auch das Handelsrecht. Strafgesetzbuch (lit. Lietuvos Respublikos baudžiamasis kodeksas, Abkürzung LR BK) und Strafprozessgesetzbuch (lit. Lietuvos Respublikos baudžiamojo proceso kodeksas, LR BPK) folgten am 1. Mai 2003.